# Langues en République dominicaine
La langue officielle de la République dominicaine est l'espagnol. 
La République dominicaine compte également entre 500 000 et 700 000 immigrés haïtiens qui vivent essentiellement dans des bateys près des champs de culture de la canne à sucre. Les Haïtiens constituent la communauté la plus pauvre de ce pays. Beaucoup d'entre eux ne parlent que le créole haïtien qui constitue la seconde langue du pays après l'espagnol.
Les francophones réels constituent sans doute moins de 5 000 personnes (dont des Dominicains). Sur les 500 000 à 700 000 Haïtiens, certains sont présents depuis plusieurs générations, et ne parlent qu'espagnol. Certains Dominicains nés aux États-Unis, et de retour au pays, ne parlent qu'anglais, ou sont bilingues anglais/espagnol : ce sont surtout des jeunes, qui sont entrepreneurs, et diplômés. L'Anglais serait parlé, surtout en seconde langue, par environ 25 % de la population, et surtout dans les grands centres urbains et touristiques. Le Taïno, langue Amérindienne, a totalement disparu, vers 1880.    
L'anglais et le français sont enseignés comme langues étrangères dans le public et le privé.
La République dominicaine est membre observateur de l'Organisation internationale de la francophonie depuis octobre 2010.

## Éducation
Le taux d'alphabétisation chez les plus de 15 ans en 2015 y est estimé à 92 % selon l'UNESCO, dont 91 % chez les hommes et 92 % chez les femmes.